# Dörferblick

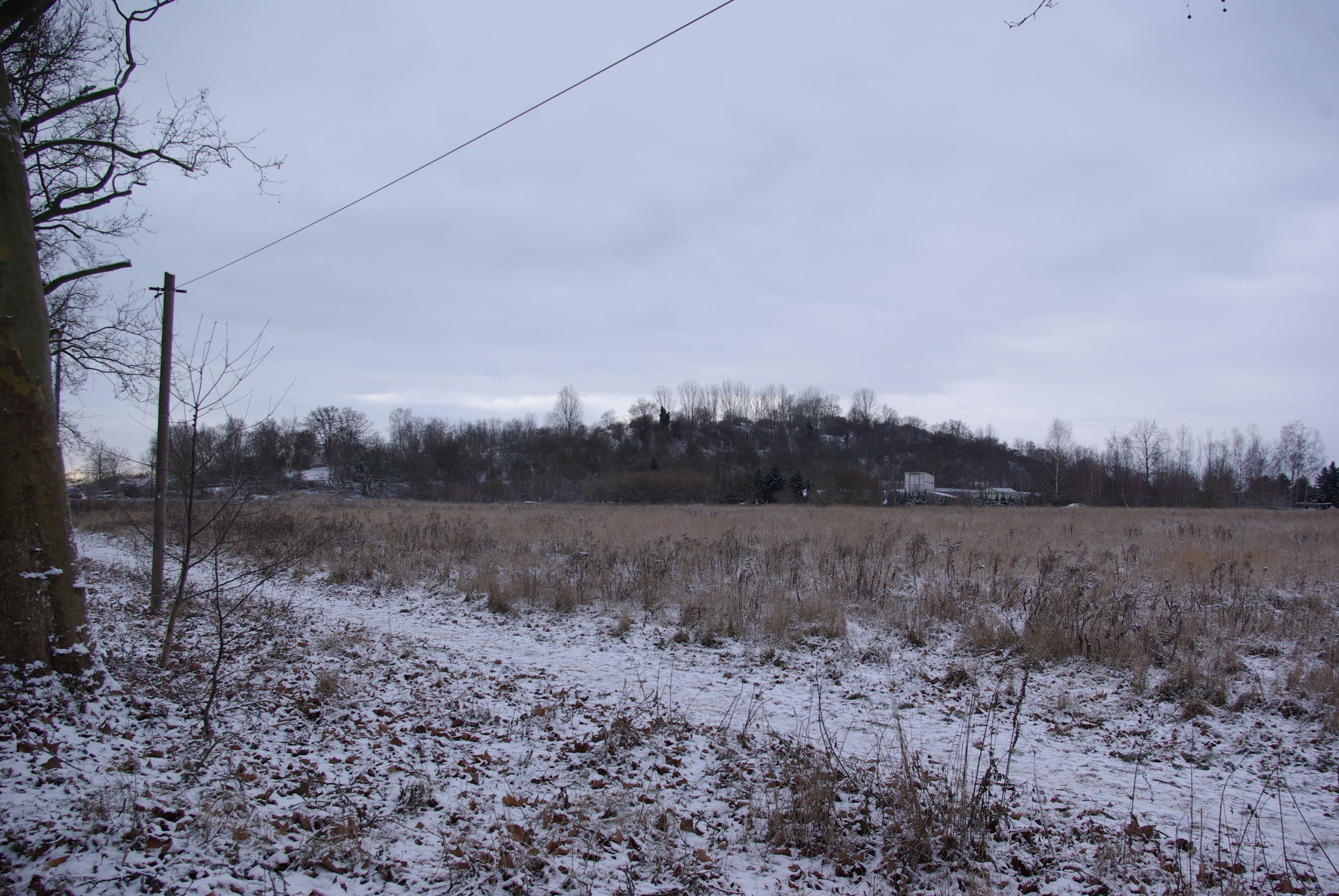
Der Dörferblick von Nordost

Der Dörferblick liegt im Berliner Ortsteil Rudow und ist mit 85,6 m ü. NHN Höhe eine der künstlich geschaffenen Erhebungen in Berlin.
Entstanden ist der Dörferblick in der Nachkriegszeit im Jahr 1958 als Schuttberg. Nach der Berlin-Blockade und dem Bau der Berliner Mauer ist sein Areal – am äußersten südöstlichen Rand West-Berlins unmittelbar an der ehemaligen Mauer gelegen – auch als eine der innerstädtischen Müllkippen West-Berlins genutzt worden, da die Deponien im brandenburgischen Umland nicht mehr zugänglich waren. Die nördliche Begrenzung des Geländes wird durch die ehemalige Bahntrasse des Güteraußenrings gebildet, der früher von Bohnsdorf nach Lichtenrade führte und hier ein kleines Stück über Berliner Gebiet verlief.
In den 1970er Jahren erfolgte eine Umgestaltung zum Naherholungsgebiet. Dies gestaltete sich schwierig, da die biochemischen Prozesse im Inneren des Berges noch nicht abgeschlossen waren. Der baumfrei gehaltene Gipfel bot einen guten Ausblick über die Berliner Mauer hinweg auf die Umgebung, insbesondere auf den Ost-Berliner Ortsteil Bohnsdorf und die angrenzenden Brandenburger Dörfer Schönefeld, Waßmannsdorf und Großziethen, weshalb die Erhebung zunächst den Namen „Drei-Dörfer-Blick“ erhielt, der später in „Dörferblick“ geändert wurde.